# مثقة
مثقة (بالعبرية: מִתְקָה‏) هي واحدة من محطات بني إسرائيل في البرية أثناء التيه بعد خروجهم من مصر، بين تارح وحشمونة كما يظهر من النص في سفر العدد 33: 28، 29.
«مِثْقة» كلمة عبرانيّة تعني «حلاوة»، لا يُعرف موقعها اليوم.وربما يشير الاسم إلى المياه العذبة في تلك المنطقة. ويقال أنها وادي أبو تقية الذي ينزل من نقب العرود إلى وادي الجرافي.